# Línguas papuas

Distribuição das línguas papuas (em vermelho).

O termo línguas papuas se refere a um agrupamento geográfico das línguas do Pacífico Ocidental, que não são nem austronésias nem aborígines australianas. As línguas papuas (cerca de 780) não são uma família linguística comprovada, mas são agrupadas em várias famílias e macrofamílias cuja classificação precisa ser melhorada com dados descritivos sobre mais línguas.

## Distribuição geográfica
A maioria das línguas papuas são faladas na ilha de Nova Guiné (dividida administrativamente entre Papua-Nova Guiné e Indonésia) e nas ilhas e arquipélagos próximos. Ao oeste de Nova Guiné existem línguas papuas nas ilhas de Halmahera, Timor, Alor e Pantar. No leste há línguas papuas nas ilhas de Bismarck, Bougainville e Salomão. Por fim, duas línguas papuas isoladas são faladas em Austrália, a leste do Estreito de Torres.